# 2010 RF188
2010 RF188 ist ein großes transneptunisches Objekt im Kuipergürtel, das bahndynamisch als Scattered Disk Object (SDO) eingestuft wird. Aufgrund seiner Größe ist der Asteroid ein Zwergplanetenkandidat.

## Entdeckung
2010 RF188 wurde am 15. September 2010 von einem Astronomenteam bestehend aus B. Gibson, T. Goggia, N. Primak, A. Schultz und M. Willman im Rahmen des Pan-STARRS-Projekts mit dem 1,8-m-Ritchey-Chretien-Teleskop (PS1) am Haleakalā-Observatorium (Maui) entdeckt. Die Entdeckung wurde am 26. Juli 2016 bekanntgegeben.
Nach seiner Entdeckung ließ sich 2010 RF188 auf Fotos bis zum 12. November 2001, die im Rahmen des Digitized-Sky-Survey-Programmes am Apache-Point-Observatorium gemacht wurden, zurückgehend identifizieren und so seinen Beobachtungszeitraum um neun Jahre verlängern, um so seine Umlaufbahn genauer zu berechnen. Im Oktober 2018 lagen insgesamt 88 Beobachtungen über einen Zeitraum von 8 Jahren vor. Die bisher letzte Beobachtung wurde im November 2017 wiederum am Pan-STARRS-Teleskop durchgeführt. (Stand 26. Februar 2019)

## Eigenschaften

### Umlaufbahn
2010 RF188 umkreist die Sonne in 318,86 Jahren auf einer elliptischen Umlaufbahn zwischen 32,97 AE und 60,37 AE Abstand zu deren Zentrum. Die Bahnexzentrizität beträgt 0,293, die Bahn ist 13,86° gegenüber der Ekliptik geneigt. Derzeit ist der Planetoid 54,93 AE von der Sonne entfernt. Das Perihel durchläuft er das nächste Mal 2119, der letzte Periheldurchlauf dürfte also im Jahre 1800 erfolgt sein.
Marc Buie (DES) klassifiziert den Planetoiden als SDO, während das Minor Planet Center ihn allgemein als „Distant Object“ und als Nicht-SDO einordnet. Das Johnston’s Archive führt es als „other TNO“ auf, was bedeutet, dass es mit Sicherheit kein Cubewano oder Resonantes KBO ist.

### Größe
Derzeit wird von einem Durchmesser von etwa 468 km ausgegangen, basierend auf einem Rückstrahlvermögen von 7 % und einer absoluten Helligkeit von 5,3 m. Ausgehend von einem Durchmesser von 468 km ergibt sich eine Gesamtoberfläche von etwa 688.000 km². Die scheinbare Helligkeit von 2010 RF188 beträgt 22,59 m.
Da anzunehmen ist, dass sich 2010 RF188 aufgrund seiner Größe im hydrostatischen Gleichgewicht befindet und somit weitgehend rund sein muss, sollte er die Kriterien für eine Einstufung als Zwergplanet erfüllen. Mike Brown geht davon aus, dass es sich bei 2010 RF188 um möglicherweise einen Zwergplaneten handelt.
| Jahr                                         | Abmessungen km | Quelle   |
| -------------------------------------------- | -------------- | -------- |
| 2018                                         | 464,0          | Johnston |
| 2018                                         | 468,0          | Brown    |
| Die präziseste Bestimmung ist fett markiert. |                |          |